# Swiss Startup Association
Die Swiss Startup Association (SSA) ist eine schweizerische nichtstaatliche Organisation, welche sich für eine erfolgreiche Schweizer Startup-Szene einsetzt.
Ihr Ziel ist es, die Schweiz zur Nummer eins unter den europäischen Startup-Hotspots zu machen.
Die Non-Profit-Organisation repräsentiert Startups branchenunabhängig und mit der Absicht, alle Mitglieder des Startup-Ökosystems einzubinden. In diese Kategorie fallen Startups, Investoren, Unternehmen, Behörden, Stiftungen und Bildungseinrichtungen.

## Aufgaben und Ziele
Zu den Aufgaben gehört die überparteiliche Arbeit. Leitbild ist dabei die Förderung, Entwicklung und Vernetzung von Schweizer Startups. Der Verein verfolgt seinen Zweck durch den Aufbau, die Etablierung und die Erhaltung einer Dachorganisation für das Startup-Ökosystem in der Schweiz. Im Fokus steht dabei das demokratische, heterogene und repräsentative Vertreten von Startups und Unternehmertum, sowie die Interessensvertretung in der Wirtschaft, Politik und Gesellschaft. Dazu startet und unterstützt die SSA Kampagnen sowie Events, wie zum Beispiel die Startup Night Winterthur, und fördert damit die Schweizer Startup-Szene.
Zu den Zielen gehören das Verbessern von rechtlichen, regulatorischen und steuerlichen Rahmenbedingungen für Gründer und Startups, das sensibilisieren der Behörden für eine bessere Zusammenarbeit und das Erhöhen des sozialen und politischen Bewusstseins für das Startup-Ökosystem der Schweiz.

## Organisatorische Gliederung
Die SSA ist ein nicht-gewinnorientierter Verein. Sie besteht aus Freiwilligen, Koordinatoren, Partnern und Mitgliedern.

### Vorstand
Der Vorstand, das sogenannte Board, besteht aus Startup-Enthusiasten, die über umfassende Kenntnisse in Wirtschaft, Politik und Unternehmertum verfügen.
Aktuell besteht das Board aus fünf ehrenamtlich agierenden Personen (Stand 2020), welche nicht operativ tätig sind. Vorstandsmitglieder sind neben Präsident Raphael Tobler ebenfalls Urs Häusler (Geschäftsführer valantic CEC Schweiz), Simon Furer, Gregory Inauen und Rico Baldegger (Rektor HSW-FR). Vorstandsmitglieder werden durch die Mitgliederversammlung für die Dauer von zwei Jahren gewählt und bleiben darüber hinaus bis zur Neuwahl im Amt. Eine Wiederwahl ist zulässig.

### Operations-Team
Für die operativen Themen sind ein ehrenamtliches Team in Zusammenarbeit mit der Geschäftsstelle zuständig. Das Operations-Team wird vom Vorstand eingesetzt.
Die Auszuführenden Tätigkeiten sind in fünf Hauptbereiche unterteilt:
- Marketing / External Communication
- Members
- Partnerships
- Operations
- Special Projects

### Advisory Board
Der Beirat setzt sich aus Vertretern verschiedener Hintergründe, politischer Standpunkte und Branchen zusammen, um einen vielfältigen Input zu gewährleisten. Aktuell sind es rund 25 Personen (Stand 2020) unter anderem Hannes Gassert, Gerhard Andrey und Michael Zeugin.

## Mitgliedschaft
Mitglieder können volljährige natürliche Personen, juristische Personen oder rechtsfähige Personengesellschaften sein. Auf Grund dessen bietet die Swiss Startup Association verschiedene Mitgliedschaften an.

### Ordentliche Mitglieder mit Stimmrecht
Startups mit Sitz in der Schweiz.

### Investoren
Business Angel-Beteiligungsgesellschaften oder einzelne Business Angel, Venture Capital-Gesellschaften, Family Offices, Institutional Investors.

### Weitere Mitgliedschaftsformen
- Bildungseinrichtungen
- Staatliche Behörden
- Stiftungen

## Projekte
Die SSA plant und unterstützt verschiedene Projekte.

### Knowledge Platform
Auf der Webseite wird Wissen in Form von Artikeln zur Verfügung gestellt.
Unter anderem sind folgende Artikel öffentlich zugänglich:
- How To Get Funding
- Term Sheet
- ESOP
- Convertible Loans
- Shareholder’s Agreement
- und mehr

### Investor Factsheet
Strukturierter und kategorisierter Zugang zu einem grossen Netzwerk von Investoren aus verschiedenen Bereichen.

### Legal Desk
Um die Arbeit im Umgang mit Rechtsfragen zu erleichtern, stellt die SSA, in Zusammenarbeit mit Kanzleien und Einzelpersonen, Informationen und Vorlagen zur Verfügung.
Außerdem erhalten Mitglieder juristischen Beistand sowie Zugang zu einem ständig wachsenden Netzwerk.

### Konferenz für Kantonale Standortförderung
Die Kantone sollen auf das Thema Startups und deren Bedürfnisse sensibilisiert werden. Dabei geht es um eine Vernetzung sowie ein gemeinsames Erarbeiten einer Best-Practice im Bereich der Startup-Förderung. Dieses Projekt soll in Form einer wissenschaftlichen Studie begleitet werden.

### Female Founders
Mit dem Projekt Female Founders setzt sich die SSA für eine starke Gemeinschaft der weiblichen Gründerinnen ein und möchte Frauen motivieren und dabei unterstützen, den unternehmerischen Weg einzuschlagen.

## Kooperationen
In Zusammenarbeit mit der studentischen Initiative START Global der Universität St. Gallen arbeitet die SSA an einem Projekt, um Gymnasiasten einen Einblick in die Startup-Welt zu ermöglichen und ihnen das Entrepreneurship näherzubringen. Im Rahmen dieser Promote Youth Entrepreneurship Workshops, soll Jugendlichen das Gründen als Karriereweg vorgestellt werden.